# Marta Lach (siatkarka)
Marta Lach (ur. 15 maja 1978 w Białymstoku) – polska siatkarka 
grająca na pozycji atakującej, a później i przyjmującej. Siatkarka odnosząca sukcesy juniorskie – wielokrotne mistrzostwa Polski, a także wielokrotny awans, m.in. do I ligi serii B, A. W 2004 została wybrana Sportowcem Roku w woj. mazowieckim.
Jest absolwentką AWF w Warszawie, trenerką II klasy piłki siatkowej. Obecnie pracuje jako nauczyciel wychowania fizycznego w Szkole Podstawowej nr 2  im. Orła Białego w Chotomowie. Jest również instruktorem–wychowawcą i kierownikiem na obozach młodzieżowych w Biurze Podróży i Turystyki Almatur.

## Kluby
- Juvenia Białystok
- do 1997 – AZS Białystok
- 1997 – 2001 – AZS-AWF Warszawa
- 2001 – 2005 – LTS Legionovia Legionowo
- 2005 – 2009 –  Volleyball Tulle Naves
- 2009 – 2010 –  CMS Marignane
- 2010 – 2011 – PLKS Pszczyna
- 2011 – 2012 –  MKS MOS Wieliczka
- 2013 – 2014 –  Nowy Dwór Mazowiecki
- 2014 –2015–  Wisła Warszawa
- 2015–2016 -Nosir Nowy Dwór Mazowiecki
- 2016–2017-MUKS Volley Płock
- 2017–2018-Nike Węgrów